# Teoria dell'impeto

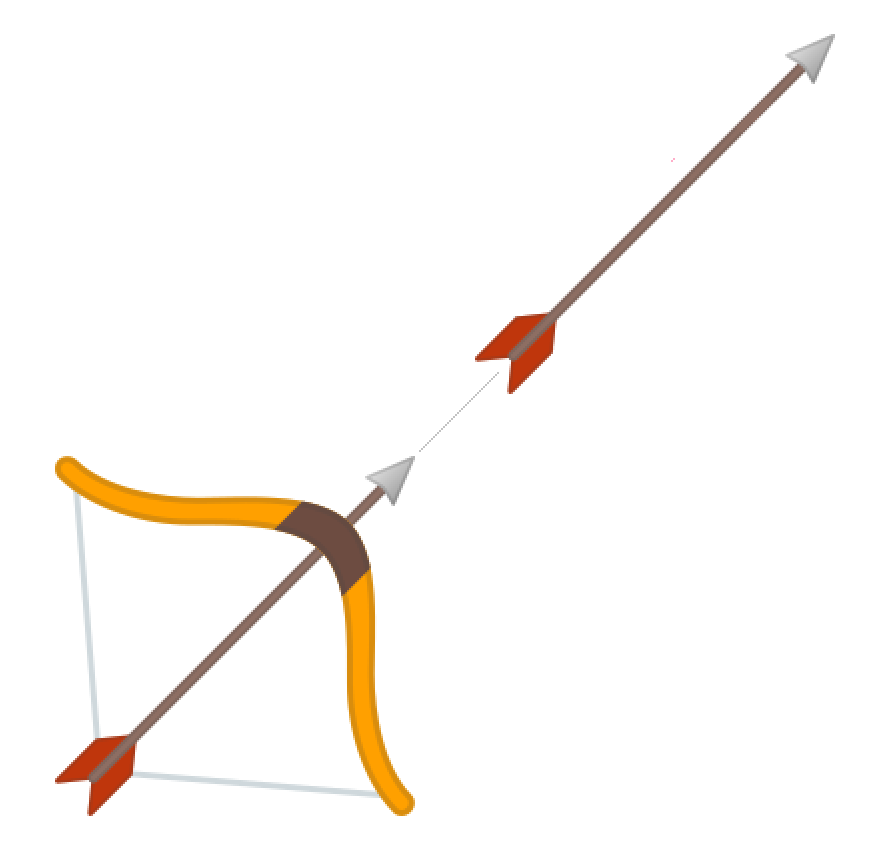
Traiettoria di una freccia che prosegue nel suo movimento anche dopo essersi separata dall'arco.

La teoria dell'impeto (o dell'impetus) è una teoria medievale secondo cui applicando una forza a un corpo, si trasferisce ad esso un impetus, che gli consente di continuare a muoversi con la stessa velocità se non è frenato da ostacoli o dalla resistenza del mezzo. Giovanni Buridano propose questa teoria per spiegare alcune osservazioni per cui la teoria aristotelica del moto era insoddisfacente.
Ad esempio, Aristotele spiegava il moto della freccia scoccata dall'arco, e in particolare il fatto che la freccia percorresse un grande percorso, pur non essendo più spinta da nessuna forza applicata, immaginando che dietro la freccia l'aria formasse dei vortici, da cui il sibilo, che continuavano a spingere la freccia.
Buridano propose dei controesempi, e per spiegare il moto della freccia, sostenne che l'arco trasferisce alla freccia l'impetus.
Idee molto simili erano state sostenute nel VI secolo da Giovanni Filopono nel suo commento alla Fisica di Aristotele. 
A sua volta la teoria dell'impetus, che per Buridano era una qualità permanente destinata a conservarsi in assenza di ostacoli, sarebbe stata ripresa da Nicola d'Oresme, e prefigurava il concetto newtoniano di «quantità di moto» che però era soltanto una misurazione del movimento e non la sua causa.